# Association Sportive de Saint-Étienne 1977-1978
Questa voce raccoglie le informazioni riguardanti l'Associaton Sportive de Saint-Étienne nelle competizioni ufficiali della stagione 1977-1978.

## Maglie e sponsor
Lo sponsor tecnico per la stagione 1977-1978 è Le Coq Sportif, mentre gli sponsor ufficiali sono Manufrance per il campionato e RTL per la Coppa di Francia.
| Manica sinistra · Manica sinistra · Maglietta · Maglietta · Manica destra · Manica destra · Pantaloncini · Calzettoni |

## Organigramma societario
Area direttiva
- Presidente: Roger Rocher

Area tecnica
- Direttore sportivo: Pierre Garronaire
- Allenatore: Robert Herbin

## Risultati

### Coppa delle Coppe
| Arbitro: | Biwersi |

|               |           |          |
| Synaeghel 80’ | Marcatori | 78’ Hill |

| Arbitro: | Rion |

|                         |           |  |
| Pearson 32’ Coppell 65’ | Marcatori |  |

## Statistiche

### Andamento in campionato
| Giornata  | 1  | 2 | 3 | 4 | 5  | 6 | 7 | 8 | 9 | 10 | 11 | 12 | 13 | 14 | 15 | 16 | 17 | 18 | 19 | 20 | 21 | 22 | 23 | 24 | 25 | 26 | 27 | 28 | 29 | 30 | 31 | 32 | 33 | 34 | 35 | 36 | 37 | 38 |
| --------- | -- | - | - | - | -- | - | - | - | - | -- | -- | -- | -- | -- | -- | -- | -- | -- | -- | -- | -- | -- | -- | -- | -- | -- | -- | -- | -- | -- | -- | -- | -- | -- | -- | -- | -- | -- |
| Luogo     | T  | C | T | C | T  | C | T | C | T | C  | T  | C  | T  | C  | T  | T  | C  | T  | C  | T  | C  | T  | C  | T  | C  | T  | C  | T  | C  | T  | C  | T  | C  | T  | C  | T  | C  | T  |
| Risultato | N  | V | N | P | N  | V | N | V | V | V  | V  | V  | P  | P  | P  | V  | P  | V  | P  | V  | V  | P  | P  | N  | P  | N  | V  | V  | V  | V  | P  | V  | N  | P  | P  | P  | P  | V  |
| Posizione | 10 | 6 | 7 | 9 | 11 | 6 | 6 | 4 | 3 | 3  | 3  | 3  | 3  | 4  | 7  | 6  | 6  | 7  | 6  | 6  | 7  | 7  | 7  | 9  | 10 | 9  | 7  | 7  | 6  | 4  | 6  | 5  | 5  | 5  | 5  | 7  | 9  | 7  |

Fonte:  France » Ligue 1 1977/1978 » Schedule, su worldfootball.net.
Legenda:

Luogo: C = Casa; T = Trasferta. Risultato: V = Vittoria; N = Pareggio; P = Sconfitta.